# ساتو
ساتو (انگلیسی: Sato) شرکت داروسازی ژاپنی است، که در سال ۱۹۳۹ تأسیس شد.